# Syzygium kerstingii
Syzygium kerstingii är en myrtenväxtart som beskrevs av Adolf Engler. Syzygium kerstingii ingår i släktet Syzygium och familjen myrtenväxter.
Artens utbredningsområde är Togo. Inga underarter finns listade i Catalogue of Life.